# Idiostrangalia shimomurai
Idiostrangalia shimomurai là một loài bọ cánh cứng trong họ Cerambycidae.